# 신들의 분노
"신들의 분노"(폴란드어: Dolina Bogów)는 2019년 공개된 액션 영화이다.

## 출연
- 조시 하트넷 - 에카스 역, 타우로스의 전기 소설을 집필하는 작가
- 존 말코비치 - 타우로스 역, 세계 최고의 부호
- 샬롯 램플링
- 존 라이스 데이비스
- 베레니스 말로에
- 케어 들리
- 조셉 러닝폭스
- 스티븐 스카일러
- 제이미 레이 뉴먼